# Аппапэль
Аппапэль (Апанай, Аппапель, Апапель) — остров в России, расположенный в восточной части Пенжинской губы в заливе Шелихова Охотского моря, западнее устья реки Пенжина, южнее острова Орночка. Остров относится к Пенжинскому району Камчатского края.
У острова находились ямы для стоянки на рейде пароходов грузоподъемностью в 5 тысяч тонн, которые доставляли грузы для Пенжинского района. Маяк на вершине острова обеспечивает безопасность плавания в восточной части Пенжинской губы. Построен в 1967 году. Представляет собой 4-гранную каменную башню белого цвета с черной горизонтальной полосой, высотой 9 метров.
У коряков «аппапэль» — почитаемая скала, сопка, мыс или утес, которой приносились жертвы.